# Wrzosowa (gromada)
Wrzosowa – dawna gromada, czyli najmniejsza jednostka podziału terytorialnego Polskiej Rzeczypospolitej Ludowej w latach 1954–1972.
Gromady, z gromadzkimi radami narodowymi (GRN) jako organami władzy najniższego stopnia na wsi, funkcjonowały od reformy reorganizującej administrację wiejską przeprowadzonej jesienią 1954 do momentu ich zniesienia z dniem 1 stycznia 1973, tym samym wypierając organizację gminną w latach 1954–1972.
Gromadę Wrzosowa z siedzibą GRN we Wrzosowej utworzono – jako jedną z 8759 gromad na obszarze Polski – w powiecie częstochowskim w woj. stalinogrodzkim, na mocy uchwały nr 17/54 WRN w Stalinogrodzie z dnia 5 października 1954. W skład jednostki weszły obszary dotychczasowych gromad Huta Stara „A”, Korwinów, Nowa Wieś, Słowik i Wrzosowa oraz wieś Huta Stara „B” i O.Z.R. z dotychczasowej gromady Huta Stara „B” ze zniesionej gminy Wrzosowa w tymże powiecie, a także oddział leśny nr 232 z Nadleśnictwa Olsztyn. Dla gromady ustalono 27 członków gromadzkiej rady narodowej.
20 grudnia 1956 województwo stalinogrodzkie przemianowano (z powrotem) na katowickie.
31 grudnia 1961 do gromady Wrzosowa włączono obszar zniesionej gromady Brzeziny Wielkie w tymże powiecie.
1 stycznia 1968 do gromady Wrzosowa włączono teren o powierzchni 9,7082 ha (przylegający do wsi Brzeziny Wielkie) z Częstochowy, miasta na prawach powiatu w tymże województwie.
Gromada przetrwała do końca 1972 roku, czyli do kolejnej reformy gminnej.